# Frechen

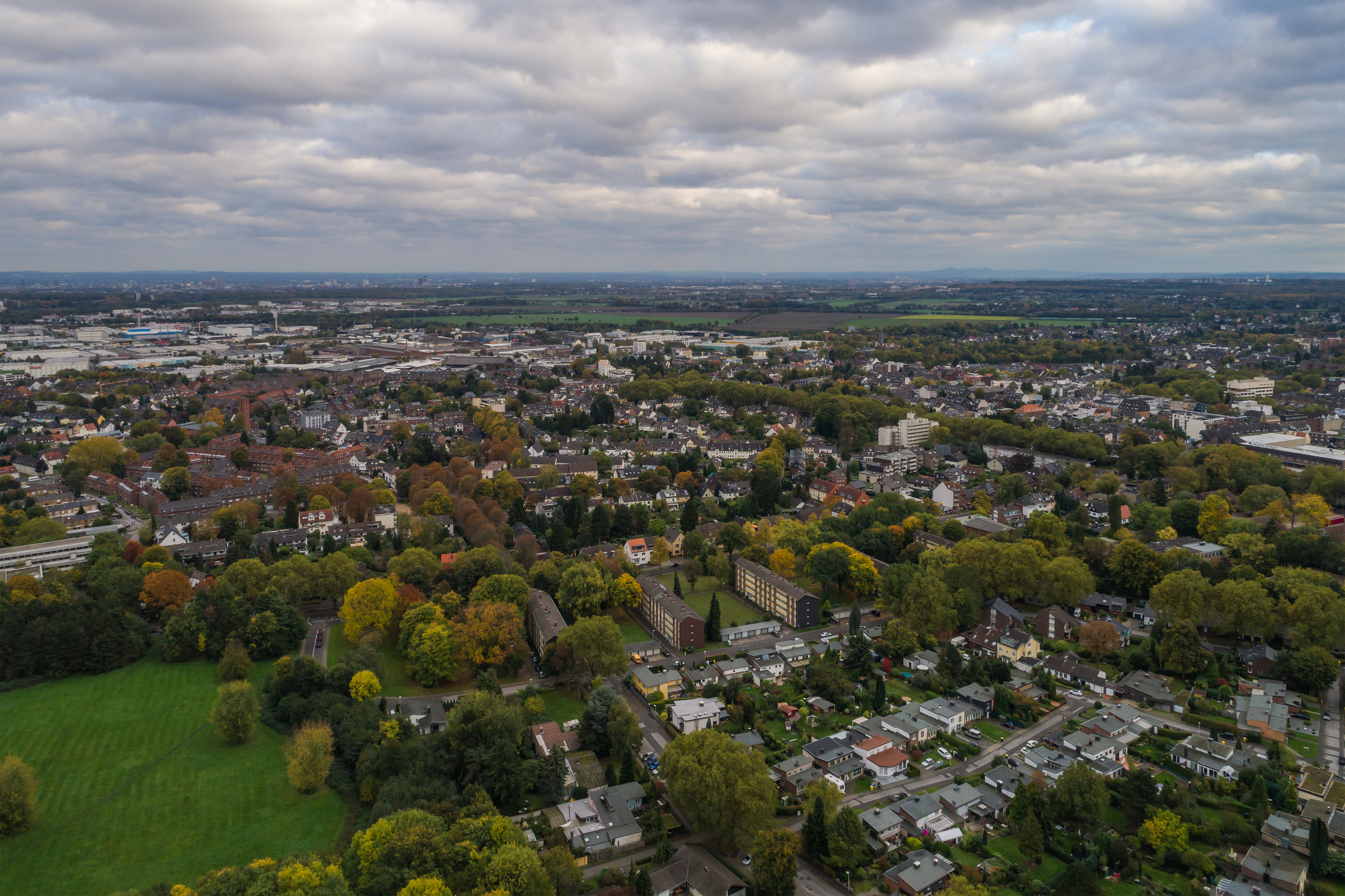
Luftaufnahme der Innenstadt von Frechen

Frechen ist eine Mittelstadt des Rheinischen Braunkohlereviers im Rhein-Erft-Kreis und grenzt westlich an die Stadt Köln in Nordrhein-Westfalen.

## Geographie

### Lage
Der ursprüngliche Siedlungskern Frechens liegt als langgestrecktes Straßendorf am Nordostabhang der Ville beiderseits des ehemals in Benzelrath entspringenden Frechener Baches, der entlang der Hauptstraße floss und früher im Schotter der Kölner Bucht versickerte. Er ist heute nur noch als Abfluss aus der Kläranlage erkennbar und mündet jetzt in den Kölner Randkanal. Der Ort gliederte sich früher in ein Oberdorf und ein hangabwärts gelegenes Unterdorf. Die Grenze war bei der Frechener Burg (Burgstraße), deren Gräben auch vom Bach gespeist wurden. Nach dem Auslaufen des Braunkohleabbaus und der Rekultivierung der Flächen hat Frechen Teil am Naturpark Rheinland, wozu auch der vom Abbau nicht betroffene Königsdorfer Wald gehört.

### Stadtteile
Frechen besteht aus den folgenden Stadtteilen: (1)
| Ortsteil                                          | Einwohner |
| ------------------------------------------------- | --------- |
| Frechen Innenstadt                                | 23.413    |
| Königsdorf (mit Neufreimersdorf und Neubuschbell) | 11.941    |
| Bachem (mit Neuhemmerich)                         | 5.391     |
| Habbelrath                                        | 3.564     |
| Buschbell                                         | 2.960     |
| Grube Carl                                        | 2.024     |
| Hücheln                                           | 1.491     |
| Grefrath                                          | 1.373     |
| Benzelrath                                        | 1.173     |
| Gesamt                                            | 53.330    |

Die Stadtteile Buschbell und Hücheln sind weitgehend zu einem Doppelort zusammengewachsen.
In Frechen entstand eine eigene Form des im westlichen Umland von Köln gesprochenen Dialekts, der bis zur Mitte des 20. Jahrhunderts die Umgangssprache der Bewohner Frechens war, jedoch seitdem stark an Boden verlor.

## Geschichte

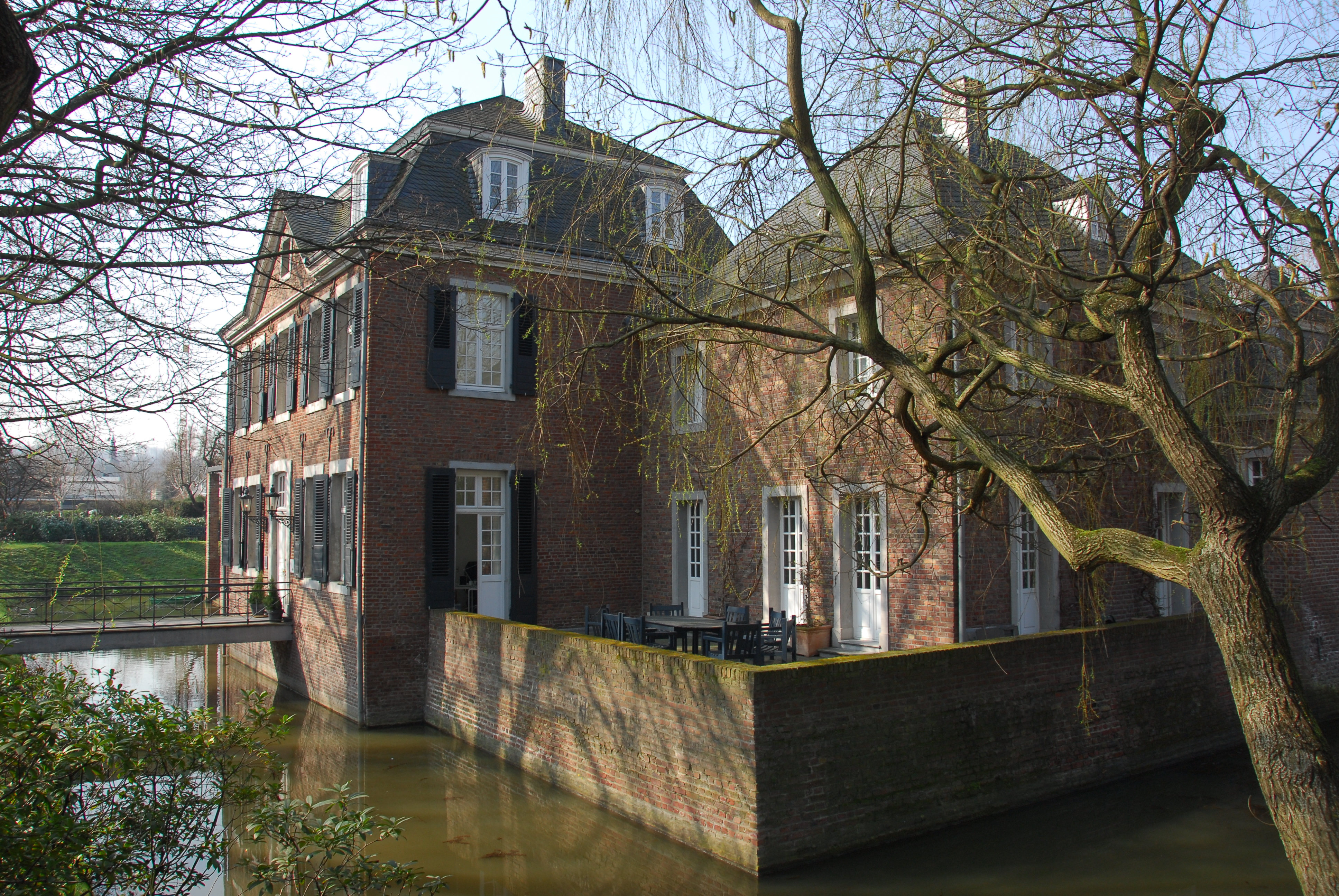
Haus Bitz in Bachem

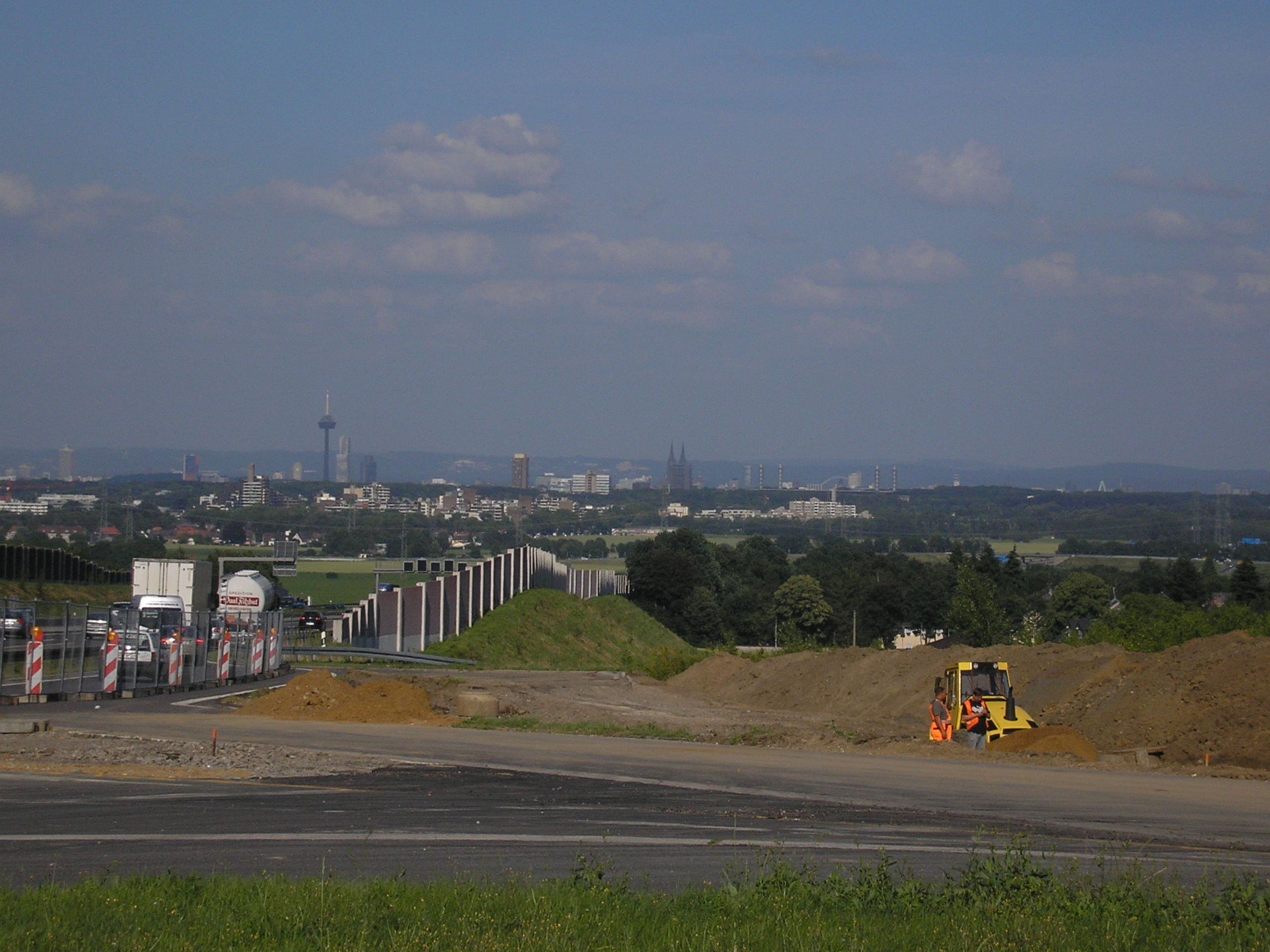
Blick auf das benachbarte Köln

### Antike und Mittelalter
Schon in der Spätantike wurde in Frechen Quarzsand abgebaut, der zur Glasherstellung genutzt wurde.
Der Ortsname, in der mündlichen Überlieferung Freichem, lässt sich als ein Ort mit der verschliffenen -heim-Endung deuten, die typisch ist für die Fränkische Landnahme. Die bestimmende Vorsilbe Frei- lässt sich nicht deuten. Eine Möglichkeit ist die Bedeutung von Frei (altdeutsch fri) als Fried, vielleicht sogar in der Bedeutung umfriedet = umzäunt.
Zwischen 726 und 800 ist die erste Kirche in Frechen anzunehmen. Eine Urkunde darüber existiert nicht. Im Jahr 877 findet sich die erste urkundliche Erwähnung mit dem latinisierten Namen Frekena in einer Urkunde Kaiser Karls des Kahlen, zu dieser Zeit wurde die Ansiedlung als dem Kölngau zugehörig bezeichnet. Am 9. September 941 verlieh Erzbischof Wichfrid dem Cäcilienkloster in Köln Grundbesitz in Frechen (Cäcilienhof, später auch Weierhof genannt). Im Jahr 955 erhielt die römisch-katholische Pfarrkirche St. Audomar Reliquien des Heiligen Audomar.
In dem von König Otto IV. an Erzbischof Adolph erteilten Privilegium wurde im Jahr 1204 der Zoll zu Frechen, der einige Zeit vorher zu Unrecht dorthin verlegt worden war, zum Vorteil der kölnischen Kirche wieder aufgehoben. 1217 bestätigte der Erzbischof Engelbert I. von Köln die Übertragung von Gütern zu Frechen durch Gerberga, die Äbtissin zu St. Maria im Kapitol, an die Zisterzienser im Kloster Kamp. 1230 wurde die Vogtei zu Frechen Graf Wilhelm von Jülich als Lehen übergeben.
Bei einer Auseinandersetzung zwischen Erzbischof Konrad I. und der Stadt Köln im Jahr 1256 legten Kölner das Dorf Frechen in Asche. 1435 war Heynrich Huyn von Merckelbach Schultheiß und Amtmann der Herrlichkeit Frechen. 1461 übernahm Leenhart von Merckelbach beide Ämter nach dem Tod des Vaters.

### Neuzeit
In den Jahren 1500 bis 1650 erschufen Frechener Töpfermeister den Bartmannskrug aus Frechener Steinzeug. Die Krüge aus Frechen wurden weltbekannt und stehen heute auch in Museen in Amsterdam, Paris, London, Cambridge und sogar in Florida, USA. Im Jahr 1540 gab es in Frechen die erste evangelisch-reformierte Kirchengemeinde.
Im Jahr 1700 wurde mit dem Braunkohleabbau begonnen. 1750 lebten 1300 Einwohner in Frechen sowie 320 in Bachem und 450 in Buschbell. Am 6. Oktober 1794 wurde Frechen von französischen Revolutionstruppen der Division Hatry der Armée de Sambre-et-Meuse besetzt. Anschließend wurde Frechen eine Mairie (Bürgermeisterei) des Kantons Weiden. Während der napoleonischen Zeit befand sich in Frechen die größte jüdische Gemeinde zwischen Köln und Aachen. 1800 lebten 74 Juden in 16 Familien, davon waren sieben Familien im letzten Drittel des 18. Jahrhunderts zugezogen. Zu der nach 1853 konstituierten Synagogengemeinde gehörten auch die Juden in Grefrath und Großkönigsdorf. Im Jahr 1803 wurde eine Synagoge errichtet.
Im Jahr 1815 wurde Frechen zusammen mit Bachem und Buschbell eine preußische Bürgermeisterei, die bis März 1927 bestand. 1857 wurde die Pfarrkirche St. Audomar nach einem Entwurf des Kölner Dombaumeisters Ernst Friedrich Zwirner neu errichtet.
Im Jahr 1862 gründete Albert Meier in der Breiten Straße die erste Frechener Steinzeugröhrenfabrik. Ab 1864 wurden weitere Steinzeugröhrenfabriken gegründet, darunter Adolph Bauer, ebenfalls in der Breiten Straße 24, die 1901 stillgelegt wurde, 1867 die Simon Lövenich & Co. in der Hauptstraße 17/19, 1874 die Johann Schaaf an der Ecke Klosterstraße und Alte Straße, 1879 die Lövenich & Hendrickx in der Josefstraße und Alten Straße, 1883 die Weiden & Schaaf an der Kölner Straße, 1885 die H. & J. Geusgen an der Kölner Straße, 1886 die Gerhard Dorn in der Blindgasse und Alten Straße, 1887 die Conzen & Co. an der Kölner Straße, 1889 die Jacob Kalscheuer & Co. an der Kölner Straße und 1895 die von Andreas Lövenich in der Josefstraße. 1884 wurde mit dem industriellen Quarzsandabbau begonnen. Am 18. August 1891 gründete sich das erste Braunkohlewerk und Brikettfabrik (Sibylla). 1893 existierte die erste elektrische Straßenbeleuchtung. Im Jahr 1894 wurden die Kleinbahn Cöln-Frechen eröffnet und das erste Wasserwerk in Betrieb genommen. Auf dem Gelände der abgebrochenen Fabrik des Johann Schaaf erfolgte 1898 die erneute Gründung der Steinzeugröhrenfabrik Kleinsorg & Lövenich.
Seit 1900 gibt es Straßennamen in der Stadt. Am 1. Dezember des gleichen Jahres lebten in Frechen nach der Volkszählung 6028 Einwohner, in Bachem 1320 Einwohner und in Buschbell 686 Einwohner. Am 18. August 1901 wurden die Wachtberg I Braunkohlenwerke u. Brikettfabrik, Frechen G.m.b.H. gegründet. Im Jahr 1903 folgten die Gründungen der Steinzeugröhrenfabrik Balkhausen & Co. an der Hubert-Prott-Straße und der Steinzeugröhrenfabrik Tillmann Vogt an der Dürener Straße. 1904 gründeten sich die Cöln-Frechener Christallsandwerke G.m.b.H. durch August Lindemann. 1905 erfolgte die Gründung der Steinzeugröhrenfabrik Cremer & Breuer an der Kölner Straße und 1906 der Rhenania an der Dürener Straße. 1907 wurden das Braunkohlewerk und die Brikettfabrik Grube Carl (Beller Hammer) gegründet. Am 21. September 1913 erfolgte die Einweihung der Kirche St. Severin.
Im Ersten Weltkrieg zwischen 1914 und 1918 fielen 314 Soldaten aus der Bürgermeisterei Frechen. Frechen war zwischen 1921 und 1933 eine Hochburg der Kommunistischen Partei Deutschlands (KPD) im Kölner Land. Bei der Reichstagswahl 1924 sank die Zahl der SPD-Stimmen von zuvor 33,8 % (1920) auf 12 % (1924). Die KPD erhielt erstmals 29 %; nach der Gemeinderatswahl im Mai 1924 gehörten von 18 Ratsmitgliedern zehn der Deutschen Zentrumspartei, drei der Sozialdemokratischen Partei Deutschlands (SPD) und fünf der KPD an. Folgende Personen vertraten 1926 die KPD im Gemeinderat: Jakob Schlösser, Johann Bürger, Elisabeth Schiefer, Christian Utzerath und Fritz Heidbüchel. 1924 wurde das Unternehmen Quarzmahlwerk Frechen G.m.b.H. mit dem Geschäftsführer Otto Lindemann gegründet. 1925 wurde durch Toni Ooms und Franz Albermann mit der Frechener Kunst-, Bau- und Serienkeramik begonnen. Von Mai 1925 bis Januar 1936 erschien im Verlag O. B. Dennert dreimal in der Woche das Frechener Tageblatt. 1926 wurde mit dem sozialen Wohnungsbau begonnen.
Am 2. März 1927 erfolgte die Eingemeindung der Gemeinden Bachem und Buschbell mit Genehmigung des Preußischen Staatsministeriums vom 14. Februar 1927. Am 22. August erhielt die neue Gemeinde ein Wappen. Im Jahr 1931 existierte die erste selbstständige neuapostolische Gemeinde in Frechen.
Die jüdische Synagoge wurde in der Zeit des Nationalsozialismus im Zuge der Novemberpogrome 1938 verwüstet. Durch Emigration und Deportationen endete die jüdische Gemeinde. Das Synagogengebäude wurde nach 1945 umgebaut und 1967 abgerissen.
Am 1. April 1940 wurde eine Mittelschule eröffnet, die später in eine Realschule umgewandelt wurde. Am 4. März 1945 besetzten US-amerikanische Truppen nach kurzem Kampf mit einer deutschen Nachhut den Ort und setzten Josef Kleinsorg als Oberbürgermeister von Frechen ein. Während des Zweiten Weltkriegs starben über 500 Wehrmachtsangehörige aus der Gemeinde Frechen.
Am 25. Februar 1948 explodierte in den Grünanlagen des Pausenhofes der damaligen Lindenschule (evangelische Volksschule, heutige Musikschule) eine Artillerie-Granate aus dem Zweiten Weltkrieg. Bei dem Unglück starben drei Schüler; 14 weitere wurden – zum Teil schwer – verletzt. Nach der Volkszählung am 13. September 1950 stieg die Einwohnerzahl auf 20.490 Bürger. Im Jahr 1951 erhielt Frechen mit 21.417 Einwohnern die Stadtrechte. 1954 wurden 404 Einwohner aus Benzelrath wegen des Braunkohleabbaus an den Rand Frechens umgesiedelt: Der Ort wurde 1956 zusammen mit der Burg Benzelrath abgebaggert. 1958 wurde eine Städtepartnerschaft mit der Stadt Kapfenberg im österreichischen Bundesland Steiermark eingegangen. Nach der Volkszählung am 6. Juni 1961 betrug die Einwohnerzahl 26.613. Bei der Wahl zur Stadtvertretung am 19. März gab es 18.237 Wahlberechtigte und eine Wahlbeteiligung von 81,93 %. Von den 30 Sitzen erlangte die SPD 15, die CDU 13 und die FDP zwei Sitze. Bei der Wahl zur Stadtvertretung am 27. September 1964 mit 18.953 Wahlberechtigten und einer Wahlbeteiligung von 80,99 % erhielt die SPD 19 Sitze und die CDU zwölf Sitze. 1966 betrug die Einwohnerzahl nach der Fortschreibung 30.409 Einwohner.
Im Jahr 1969 wurde Frechen zum regelmäßigen Start- und Zielort des Radsportklassikers Köln-Schuld-Frechen. Am 1. Januar 1975 ging der Kreis Köln in den Erftkreis auf. Teile der bisherigen Gemeinden Türnich (Grefrath und Habbelrath), Lövenich (Königsdorf) und Brauweiler (Neufreimersdorf) wurden eingegliedert. 1998 gründete sich die Stadtmarketing-Gesellschaft. Im Mai 2011 überschritt die Stadt Frechen die 50.000-Einwohner-Marke; die Zahl wurde seit der Volkszählung 2011 auf knapp unter 50.000 korrigiert.

## Politik

### Stadtrat
Der Stadtrat ist die kommunale Volksvertretung der Stadt Frechen. Über die Zusammensetzung entscheiden die Bürger alle fünf Jahre, zuletzt am 13. September 2020.

### Bürgermeister
- seit 2015: Susanne Stupp (CDU)
- 1999–2015: Hans-Willi Meier (CDU)
- 1988–1999: Jürgen Schaufuß (SPD) (ab 1996 hauptamtlich)
- 1972–1988: Kurt Bornhoff (SPD)
- 1961–1972: Johann Schmitz (SPD)
- 1958–1961: Kurt Bornhoff (SPD)
- 5. November 1948 bis 1958: Johann Schmitz (SPD)
- 25. September 1946 bis 4. November 1948: Bernhard Kohlbecher
- Juni 1945 bis 24. September 1946: Josef Kleinsorg (als Oberbürgermeister)
- 28. März 1943 bis 3. März 1945: Konrad Volm (NSDAP)
- 1. Juni 1942 bis 28. März 1943: Stelle des Bürgermeisters nicht besetzt
- 22. Juli 1933 bis 1. Juni 1942: Walter Küper (NSDAP, kommissarisch)
- 1. Juni 1933 bis 22. Juli 1933: Stelle des Bürgermeisters nicht besetzt
- 1. August 1925 bis 1. Juni 1933: Peter Toll
- 1895–1925: Alphons Keimes
- 1866–1895: Anton Franz
- 1835–1866: Johann Josef Kügelgen
- 1831–1835: Christian Uhles
- 1818–1831: Caspar Josef Müller
- 1814–1818: Henrich Fischer
- 1802–1814: Caspar Josef Müller
- bis 1802: Johann Wolff

### Gemeindedirektor (Leiter der Gemeindeverwaltung)
- 1. April 1947: Hans Schaeven
- 25. September 1946 bis 31. März 1947: Josef Kleinsorg

### Wappen und Flagge
Wappen

Banner
Hissflagge

| Wappen von Frechen | Blasonierung: „Das Wappen von Frechen zeigt im goldenen Feld einen schwarzen, rot bewehrten und bezungten Jülicher Löwen, der in den Pranken einen braunen Bartmannkrug hält.“ |
| Wappen von Frechen | Wappenbegründung: Frechen ist mit Urkunde des Preußischen Staatsministeriums vom 22. August 1928 das Recht zur Führung eines Wappens verliehen worden. Der Entwurf stammt von dem Heraldiker Arnold Steiger aus Köln. Er übernahm das Wappen der Herzöge von Jülich, die für den größten Teil des Gemeindegebietes viele Jahrhunderte hindurch die Landesherren waren. Als besondere Zutat wählte er das Zeichen alter Frechener Handwerkskunst, den Bartmannkrug, den er dem Jülicher Löwen in die Pranken gab. |

FlaggeAls Banner und als Hissflagge: „Die Flagge der Stadt Frechen zeigt die Farben schwarz und gold.“

### Städtepartnerschaft

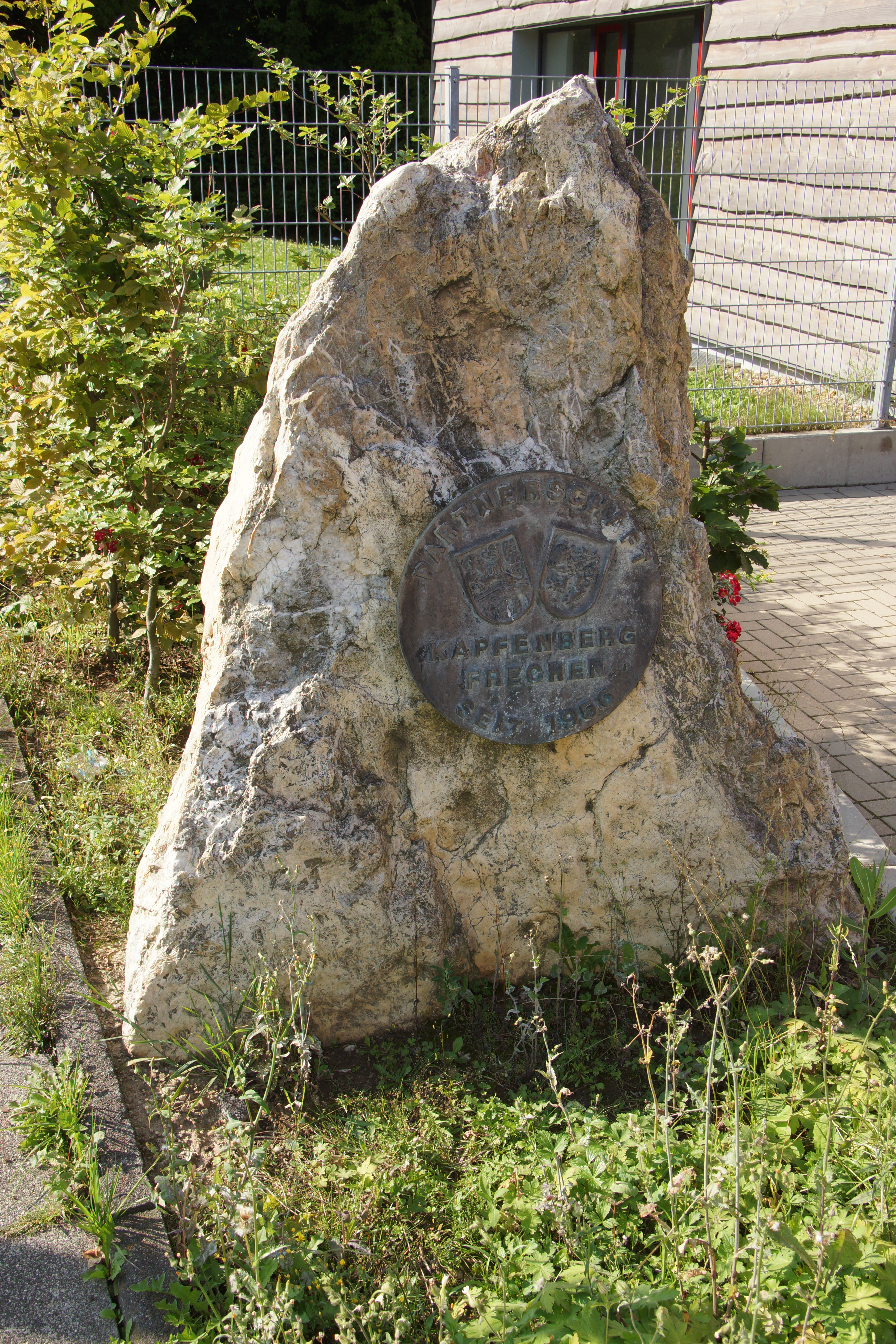
Gedenkstein Städtepartnerschaft vor der Hauptschule Herbertskaul

Seit dem 13. Juni 1956 existiert eine Städtepartnerschaft mit Kapfenberg in Österreich. Es finden jährlich Fahrten von beiden Seiten statt. Besonders engagieren sich unter anderem die Feuerwehren beider Städte. So konnte zum Weltjugendtag 2005 auch eine Abordnung der Freiwilligen Feuerwehr Kapfenberg begrüßt werden. Sie unterstützte den Einsatz der Feuerwehr auf dem Marienfeld. Im Jahr 2006 wurde das 50-jährige Bestehen der Partnerschaft mit Festen in beiden Städten gefeiert, wo man sich auch gegenseitig besuchte.
Der letzte Besuch kam von Seiten Kapfenbergs im Juni 2006, welcher mit einer Feier im Rathaus begann. Für Unterhaltung sorgte damals die Musikschule Frechen mit Unterstützung von iGaming Frechen.

## Wirtschaft

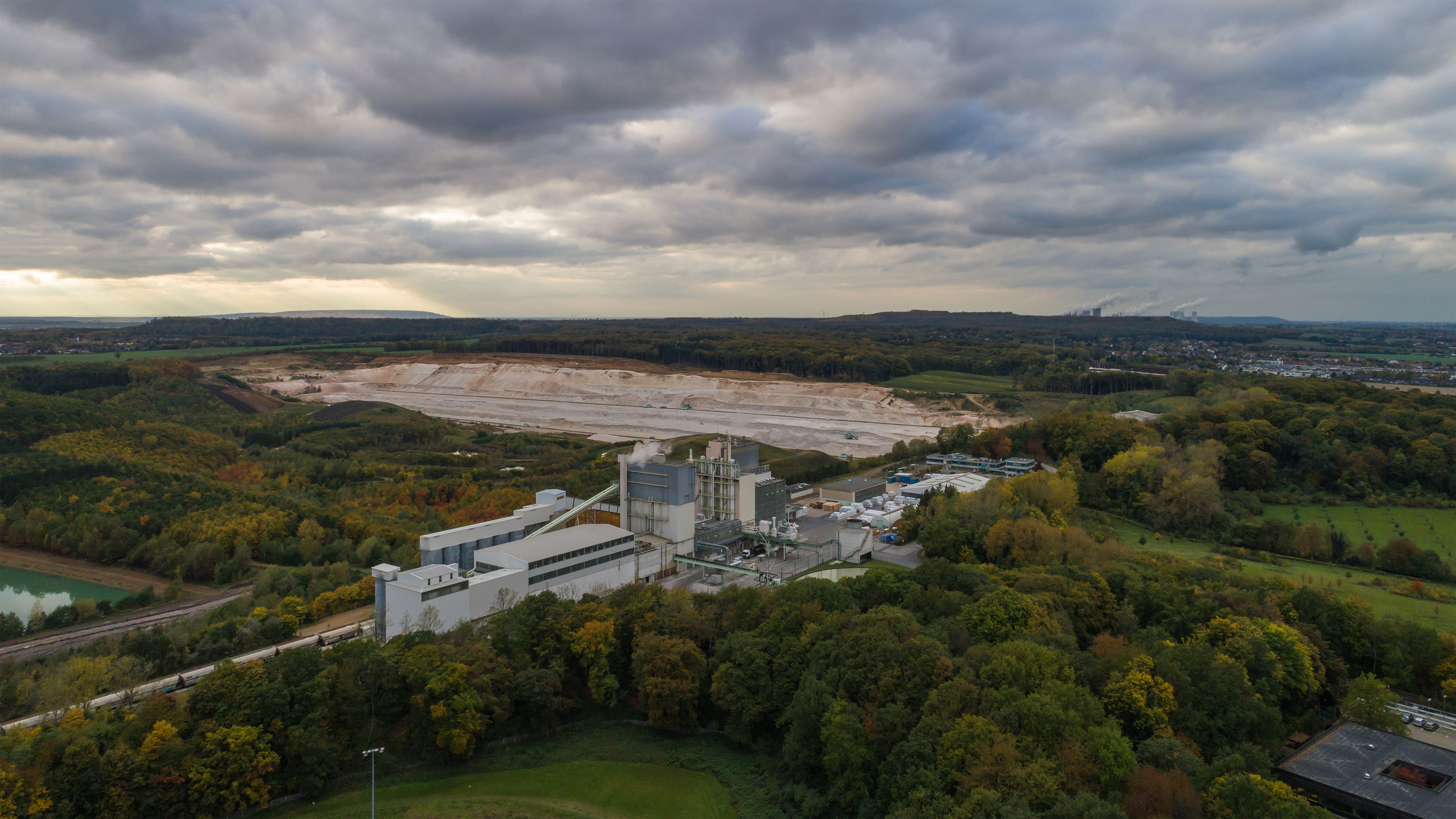
Quarzwerke

Ursprünglich geprägt von den Bodenschätzen Braunkohle (→ Tagebau Frechen und die letzte Brikettfabrik Wachtberg, heute Kohleveredlungsbetrieb Frechen der RWE Power), Quarzsand (Quarzwerke Gruppe) und Ton, hat sich Frechen seit den 1970er-Jahren zu einer Stadt des Handels, des Verkehrs-, des Nachrichtenwesens und der Dienstleistungen weiterentwickelt. Wegen der verkehrstechnisch guten Lage direkt am Autobahnkreuz Köln-West siedelten sich Logistik-Unternehmen in Frechen an. Das Zentrallager der Porta Möbel, das Großhandelsunternehmen Lekkerland und diverse Speditionen, wie DPD Deutschland, nicht weit vom Kölner Briefverteilzentrum der Deutschen Post. Dort besteht eine Anbindung der zumeist im neuen Industriepark an der Europa-Allee (EuroPark) gelegenen Firmen und eine siedlungsgeographisch optimale Umlandstruktur, sowie die Nähe zum Flughafen und zum Umschlagbahnhof Köln Eifeltor.
Nach dem Zweiten Weltkrieg existierten in Frechen zwölf Steinzeugfabriken. Im Jahr 1995 kamen drei weitere hinzu. In Frechen wurden bis etwa 1995 die weltweit einzigen Steinzeugrohre mit einer lichten Weite von bis zu 1400 mm hergestellt. Wegen sinkender Nachfrage wurde die Produktion eingestellt und die Fabrikhallen abgerissen. Ferner befindet sich seit April 2010 im Ort der größte Baumarkt Europas mit 30.000 m² Verkaufsfläche, eine Bauhaus-Filiale. Auch siedelten sich seit Ende des 20. Jahrhunderts weitere Unternehmen aus den Bereichen Industrie, Handel und Dienstleistungen in Frechen an.

## Kultur

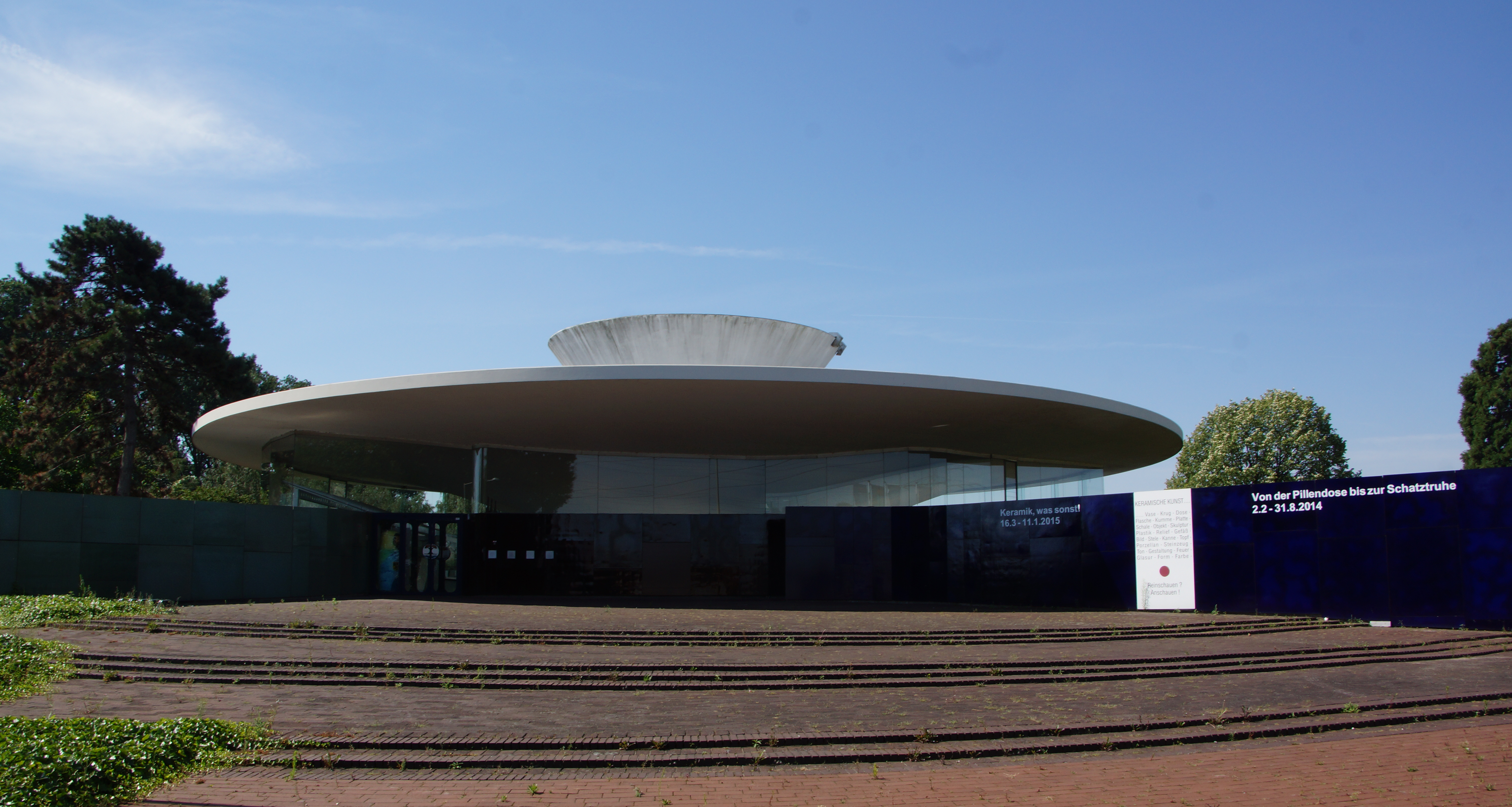
Keramion

Die Töpferstadt Frechen, mit einem Bartmannkrug im Wappen, wird durch wechselnde Ausstellungen in einer avantgardistisch konstruierten Halle, dem Keramion (Zentrum für moderne und historische Keramik) überregional beworben. Präsentiert werden die moderne keramische Kunst auch internationaler Keramiker sowie die handwerkliche Töpferkunst der Region. Das 1971 errichtete Bauwerk von Peter Neufert greift das Motiv einer Töpferscheibe auf.
Auf dem jährlichen Frechener Töpfermarkt bieten Künstler aus ganz Deutschland und zum Teil auch aus dem nahen Ausland Gebrauchs- und Kunstkeramik zum Verkauf an.
Des Weiteren findet in Frechen die im Jahr 1970 zunächst als Biennale ins Leben gerufene Deutsche Internationale Grafik-Triennale statt – veranstaltet vom Kunstverein zu Frechen in Kooperation mit der Stadt Frechen.
Neben dem Kunstverein ist der Frechener Geschichtsverein der größte Kultur tragende Verein in der Stadt. Er veröffentlicht ein Jahrbuch mit Beiträgen rund um die Geschichte Frechens und seiner Stadtteile und bietet zahlreiche Vorträge, Exkursionen, Ausstellungen und Studienreisen an. Seit 2009 betreut der Verein die Verlegung von Stolpersteinen zum Gedenken an 53 Opfer des Nationalsozialismus. In Projektarbeiten befasst er sich unter anderem mit der Geschichte des Adels in Frechen vor 1800 und der Geschichte des Frechener und Bachemer Bachs; seit 2007 besteht eine Denkmalpatenschaft für eine Bodendenkmalanlage aus zwei Töpferbrennöfen aus dem 17. bzw. 19. Jahrhundert. Gemeinsam mit dem Verein für Geschichte Pulheim hat der Verein mehr als 20.000 Totenzettel in der Totenzettel-Sammlung Rhein-Erft zusammengetragen.
Das im Jahr 2001 eingerichtete Stadtarchiv hat im Mai 2014 mit Unterstützung vieler Ehrenamtler und seines Fördervereins einen „Raum für Stadtgeschichte“ eingerichtet, der Dauer- und Wechselausstellungen präsentiert. Die Forschungen des Stadtarchivs zur Geschichte der Juden in Frechen und ihrem Schicksal sind als Dauerausstellung integriert.

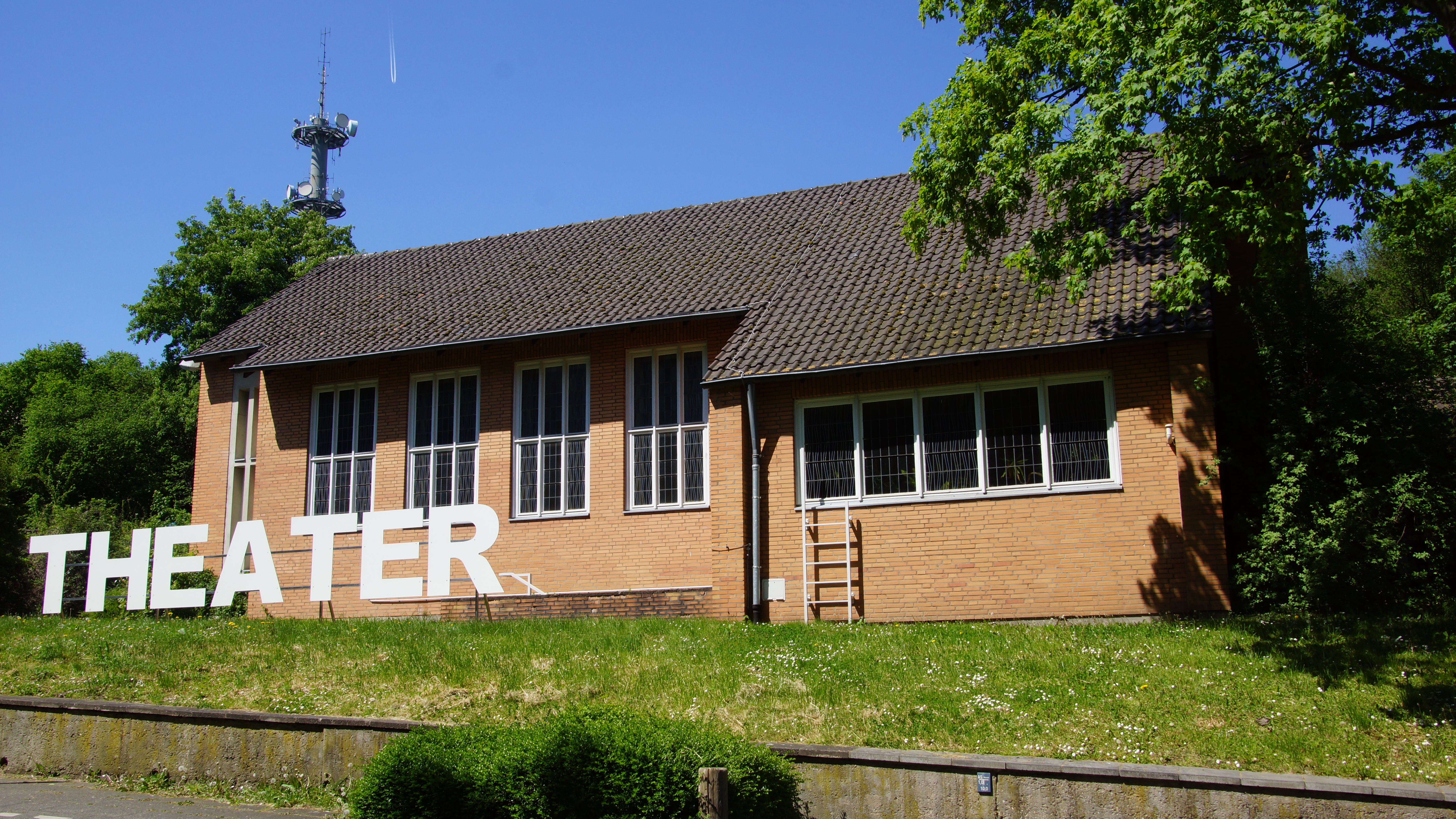
Haus am Bahndamm

Das 1979 gegründete Theaterensemble Harlekin hat seinen festen Platz in der ambitionierten Amateurtheater-Szene. In einer eigenen Spielstätte (Haus am Bahndamm) werden jährlich drei bis vier Premieren angeboten, dazu gibt es Improvisationstheater und Theater für Kinder sowie zahlreiche Gastspiele.
Das seit dem Jahr 1957 bestehende, nun unter Denkmalschutz stehende Linden-Theater ist das einzige verbliebene Kino in Frechen. In den 1960er-Jahren waren es noch fünf. Das Lichtspieltheater wird von zwei Fördervereinen betrieben: Der gemeinnützige Verein Frechen-Film e. V. zeigt seit 1990 jeweils mittwochs mit finanzieller Unterstützung durch die Stadt ein kuratiertes Arthaus-Programm, der Verein Linden-Theater e. V. ist seit 1995 Träger und Betreiber des von ihm gepachteten Kinos. Auch diese Arbeit mit aktuelleren Filmen ist ohne ehrenamtliche Arbeit nicht zu schaffen.
Außerdem fand in Frechen bis 2009 das jährlich traditionell von der SV Frechen veranstaltete Rock-gegen-HIV-Benefizkonzert zugunsten der AIDS-Hilfe Köln e. V. statt. Lokale Nachwuchsbands wie 5vor12, die Huntershreds, BlueShift und viele andere – aber auch bundesweit bekannte Bands und Künstler wie Peilomat oder Ricky Garcia, Gitarrist von LaFee – standen für den guten Zweck auf der Bühne. Traditionell findet am Totensonntag in Frechen das Jahreskonzert des Mandolinen-Orchesters Frechen 1926/31 statt.
Die Privatsammlung Husky Linz zeigte indianische Exponate wie Bekleidung, Gebrauchsgegenstände, Waffen, Zelte und Planwagen. Sie war eine der Größten ihrer Art in Europa.

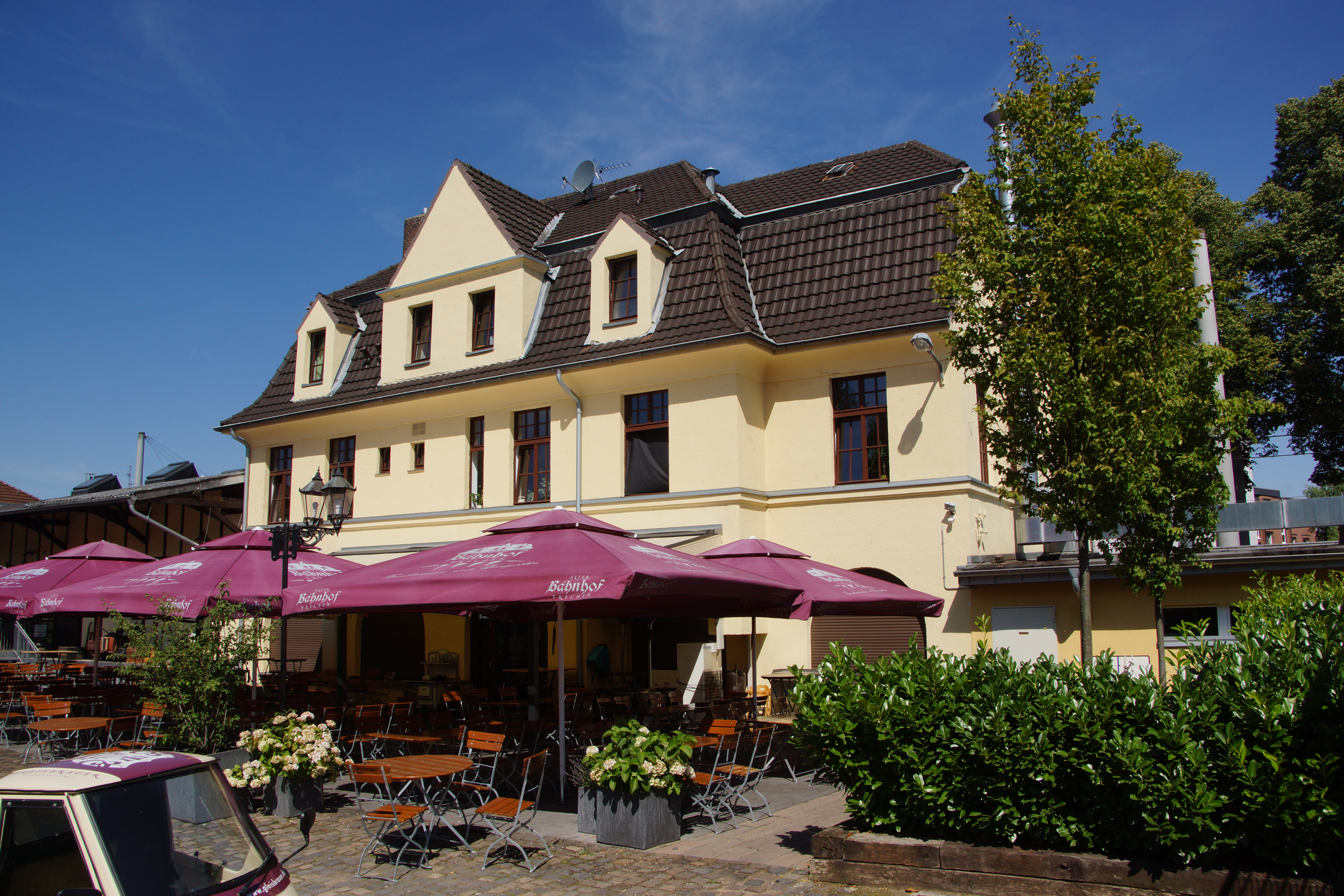
Alter Bahnhof

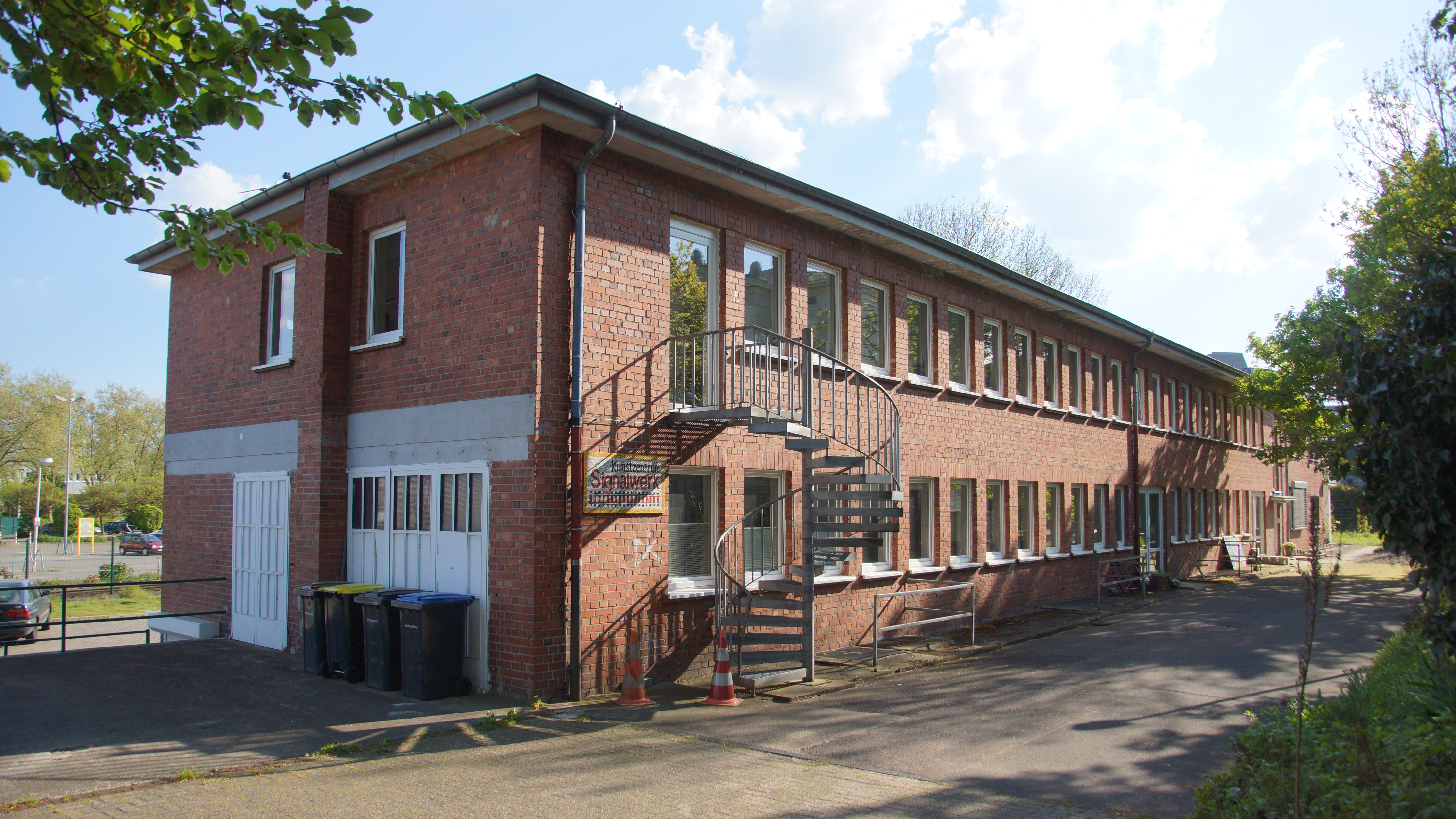
Kunstzentrum Signalwerk

In der Alten Signalwerkstatt am ehemaligen Bahnhof der Köln-Frechen-Benzelrather Eisenbahn fanden seit 2010/11 etwa 20 Ateliers regional bekannter Künstler eine Heimat, darunter das des Stolpersteine-Künstlers Gunter Demnig, der dort auch wohnt.
Der im Jahr 2011 gegründete Verein für Kultur, Bewegung und Begegnung Linie 7 e. V. versucht durch Aktionen wie „Play The Parkhaus“ oder „Der Rote Faden“ die Außendarstellung der Stadt zu erweitern.
Zentral in der Stadt liegt die von der Straßenbahnlinie 7 durchfahrene Hauptstraße, in der es viele Geschäfte des Einzelhandels gibt.
Sehr bekannt in Frechen ist das 1958 erbaute und im Eingangsbereich denkmalgeschützte Terrassenfreibad. Es verfügt über vier Becken und einem Sprungturm und liegt im Stadtteil Innenstadt-Nord. Zentraler gelegen ist das Hallenbad fresh-open.
Außerdem findet seit dem August 2011 jährlich dasTrafostation-61-Festival statt, welches von der Kulturtrafo Frechen e. V. organisiert wird. Die musikalischen Schwerpunkte liegen in den Genres Metal bzw. Rock, es gibt aber dennoch Ausnahmen. Nennenswerte Bands sind beispielsweise Stoned Jesus, Mother’s Cake, Pripjat oder Tragedy of Mine.

### Museen
Siehe: Liste der Museen im Rhein-Erft-Kreis

## Religionsgemeinschaften

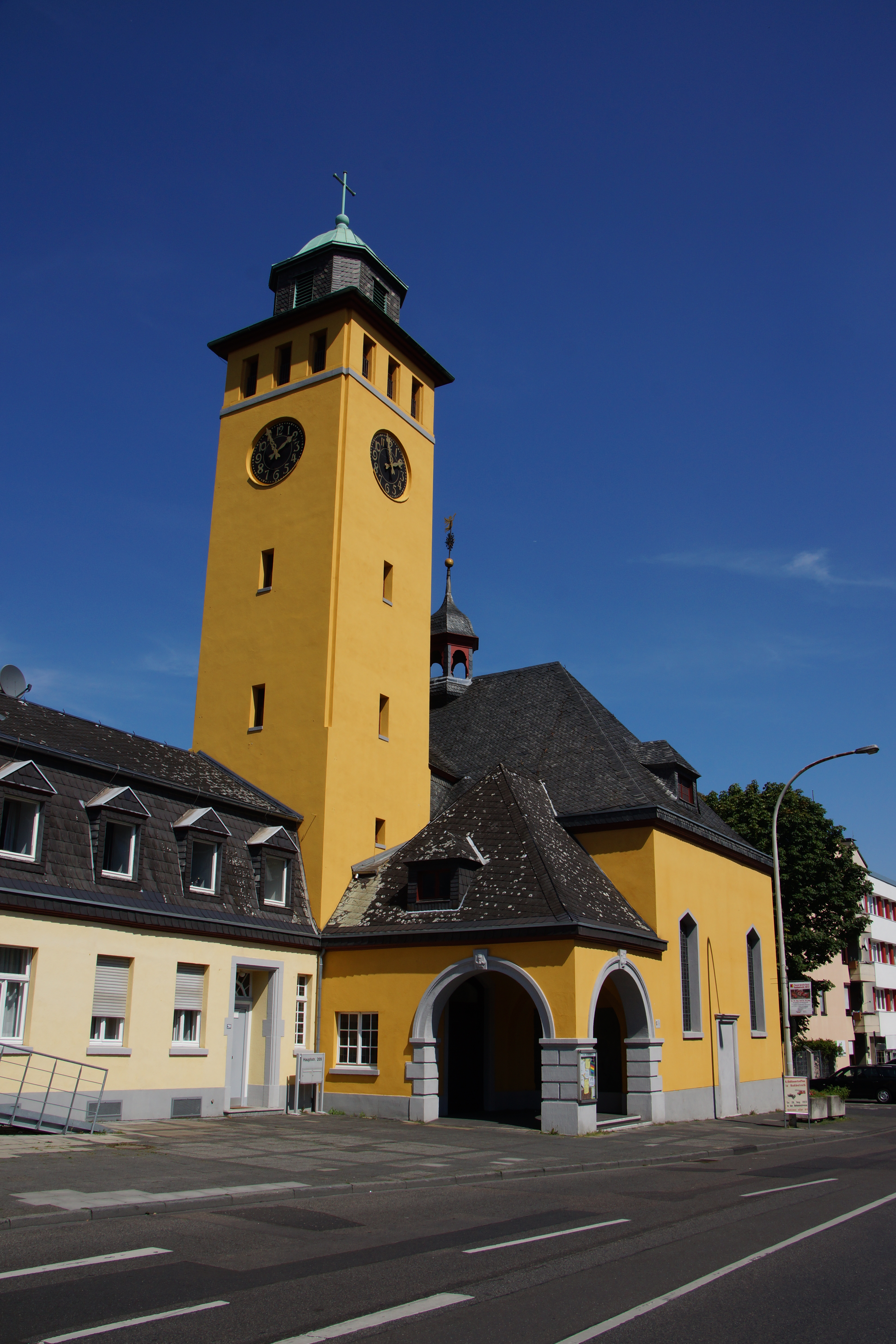
Evangelische Kirche, ursprünglich eine Hauskirche

- Evangelische Kirchengemeinde mit Kirchen in Frechen-Innenstadt, Bachem und Königsdorf
- Katholische Kirche in Frechen: Die acht katholischen Kirchengemeinden arbeiten in einer Pfarreiengemeinschaft zusammen – Heilig Geist (Bachem), St. Audomar (Innenstadt), St. Antonius von Padua (Habbelrath), St. Mariä Himmelfahrt (Grefrath), St. Maria Königin (Innenstadt), St. Sebastianus (Königsdorf), St. Severin (Innenstadt), St. Ulrich (Buschbell/Hücheln)[21]
- 2 Muslimische Gemeinden: Ditib und As Sunna  Moschee des Arabisch Deutschen Kulturvereins
- Neuapostolische Gemeinde

## Sehenswürdigkeiten

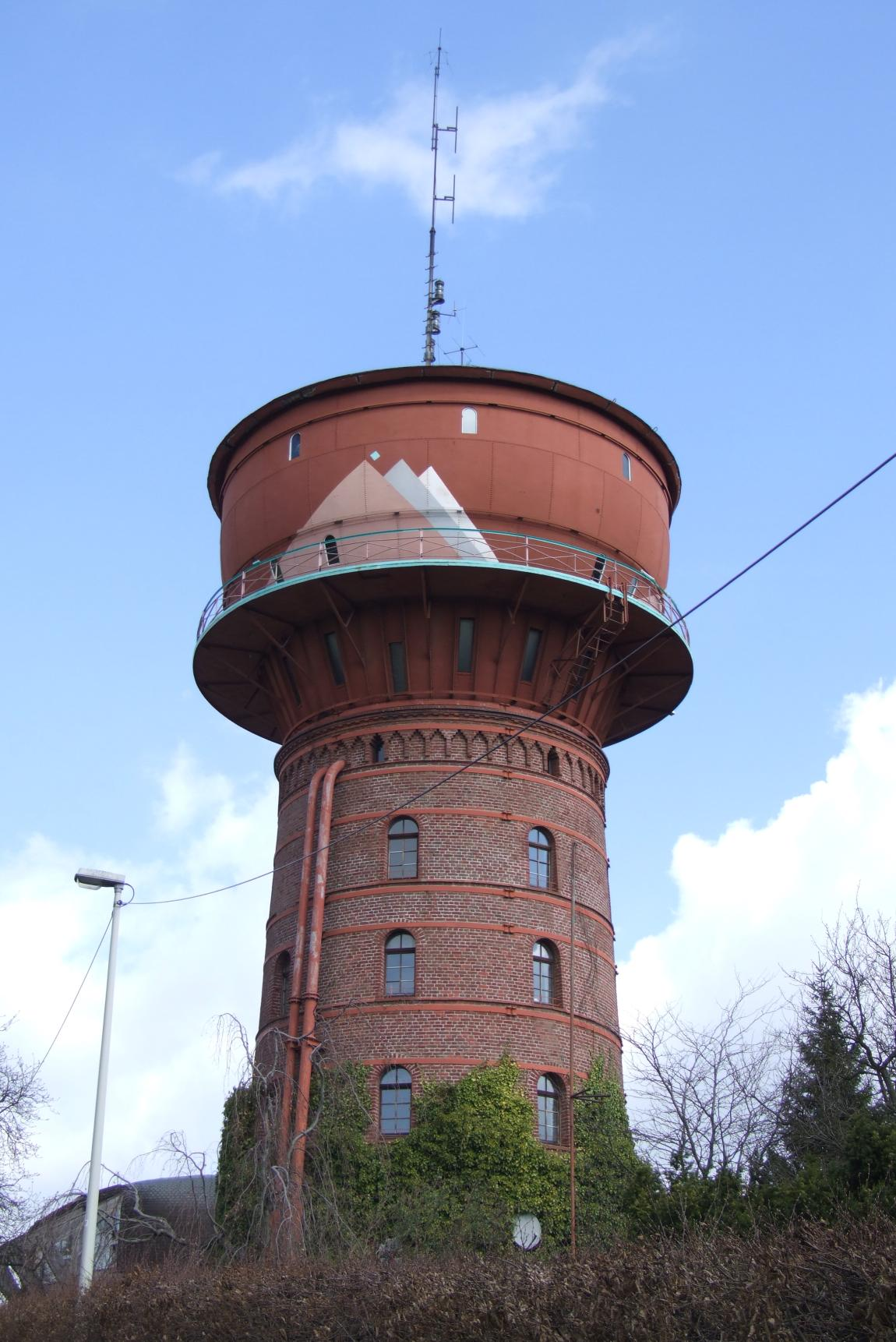
Wasserturm Frechen

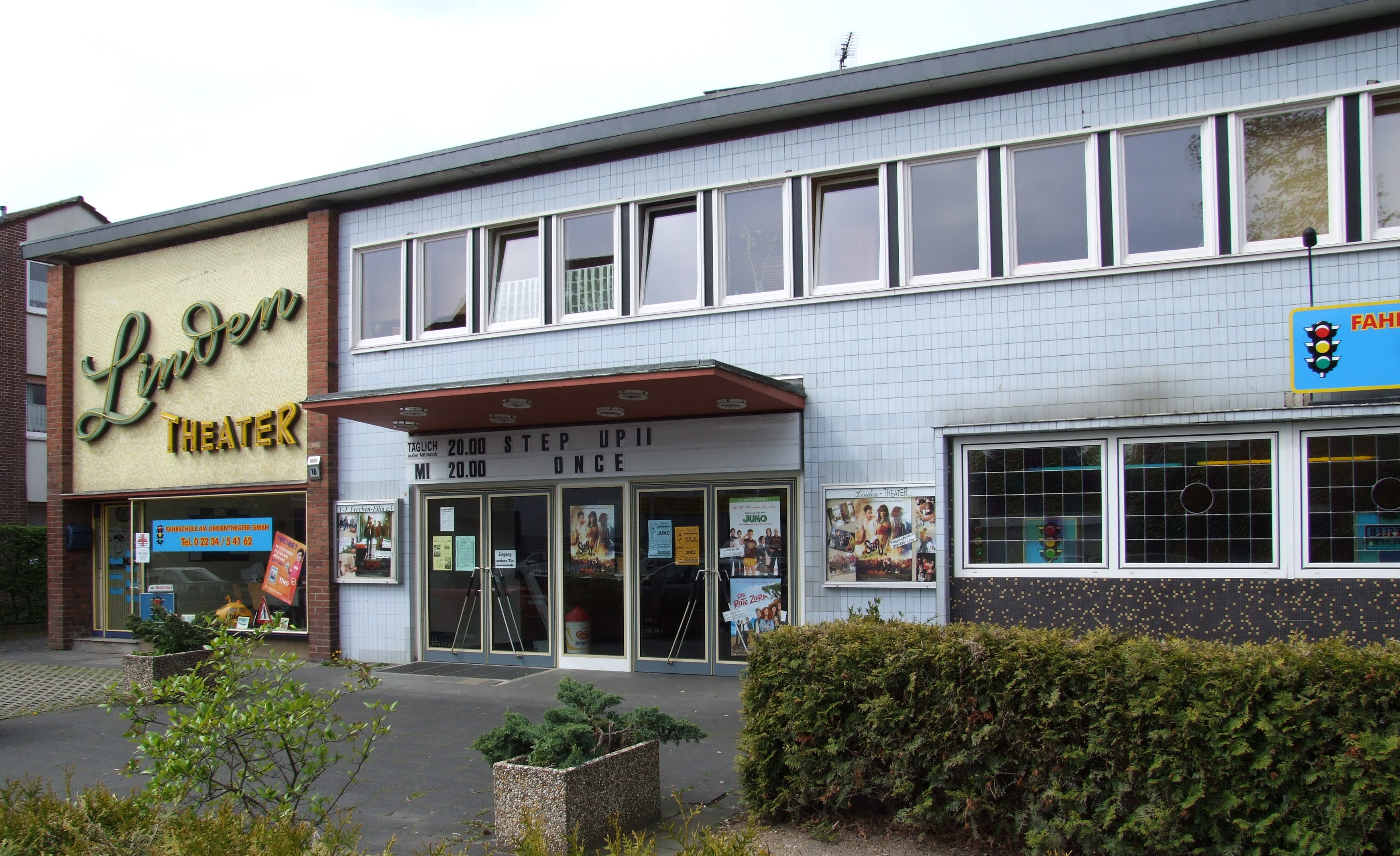
Lindentheater

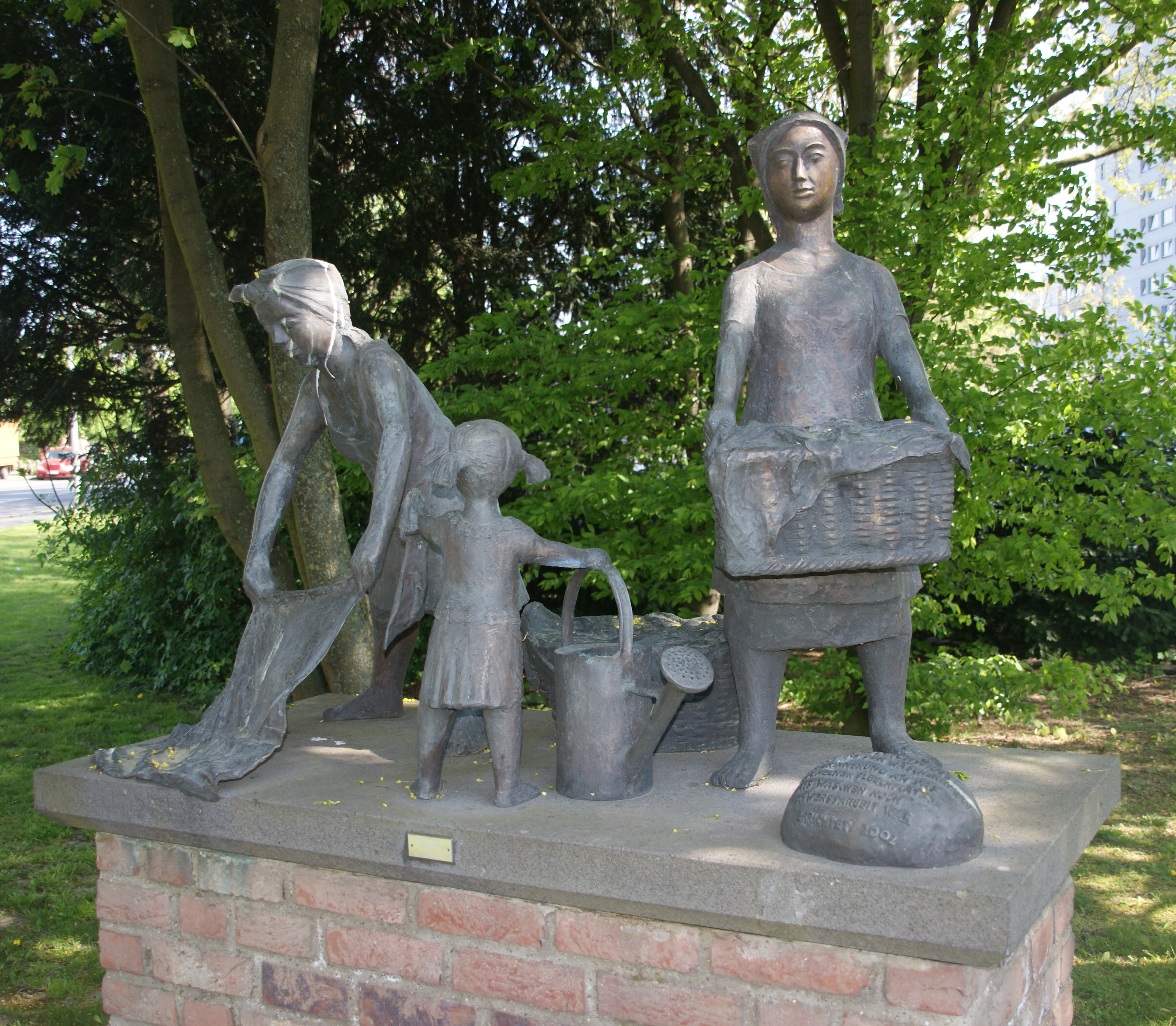
Wäscherinnendenkmal in Frechen-Hücheln

- Der alte Pfarrhof neben der Kirche St. Audomar: Der erhaltene Teil des alten Kirchhofes ist der älteste Profanbau im Stadtgebiet. Er gehörte bis zum Jahre 1553 den Mönchen und Kanonikern von Saint-Omer (zu Deutsch: Audomar).
- Die neuromanische römisch-katholische Kirche St. Audomar, erbaut 1849–1859 (Turm 1909) nach Plänen des Kölner Dombaumeisters Ernst Friedrich Zwirner, renoviert 1960 und 2002 (Gewölbe und Innenbemalung), Orgel von 2005 (Orgelbau Klais, Bonn; Vorgängerbauten aus der Mitte des 8. Jahrhunderts).[22]
- Das Gebäude der evangelischen Kirche geht auf das Jahr 1716 zurück. Die letzte einer Reihe von Erweiterungen und Umbauten wurde 1971 durchgeführt. Im Innern befinden sich mehrere Kunstwerke des 18. Jahrhunderts.
- Der jüdische Friedhof von 1752 bis 1930 an der Dr.-Schultz-Straße mit 84 Grabsteinen
- Zahlreiche Häuser eines sehr frühen sozialen Wohnungsbaues (ab 1925), oft verziert mit Frechener Baukeramik. zum Beispiel Keimesstraße, Freiheitsring, Hubert-Prott-Straße (Bachem: „roter Block“)
- eine Vielzahl von Keramikfiguren und Ornamenten an Frechener Wohnhäusern, Keramikbrunnen in der Fußgängerzone der Hauptstraße.
- Über das Stadtgebiet verteilt etliche Skulpturen und Skulpturengruppen mit Bezug auf das lokale Töpferhandwerk und den Braunkohlenabbau aber auch Darstellungen der täglichen Haus- und Berufsarbeit sowie Kinderdarstellungen von Olaf Höhnen.
- Das Lindentheater von 1957 (s. o.)
- Das Keramion aus dem Jahre 1971 zeigt Dauer- und Wechselausstellungen moderner Keramik und beherbergt das Frechener Keramikmuseum (s. o.). Es wurde von dem Architekten Peter Neufert entworfen.
- Haus Bitz in Bachem ist ein Wasserschloss, welches durch einen modernen Neubau von Oswald Mathias Ungers ergänzt wurde.
- Das denkmalgeschützte Alte Rathaus

Technische Baudenkmäler:
- Das erste Bahnhofsgebäude der Köln-Frechen-Benzelrather Eisenbahn von 1894 ist heute trotz mehrerer angefügter Erweiterungsbauten von 1911 und später noch gut erkennbar.
- Das frühere zentrale Bahnbetriebswerk der Köln-Frechen-Benzelrather Eisenbahn bestand von 1894 bis 1982. Heute sind nur noch die Ringlokhallen, welche um eine ehemalige Drehscheibe gruppiert sind, sowie einer Anzahl von Lokomotivschuppen zu sehen. Alle Hallen werden heute von Einzelhandelsgeschäften genutzt. Die beibehaltenen offen stehenden Hallentore suggerieren einen Bahnbetrieb.
- Der unterirdische Hochbehälter am Wachtbergrand (1893) und der Wasserturm (1906) daneben sind in modernen Formen instand gesetzt worden. Sie werden heute als ausgefallene Wohnungen genutzt.
- Die Werkshallen der Brikettfabrik Grube Carl sind zu Loftwohnungen umgebaut worden.Hallenbad Frechen

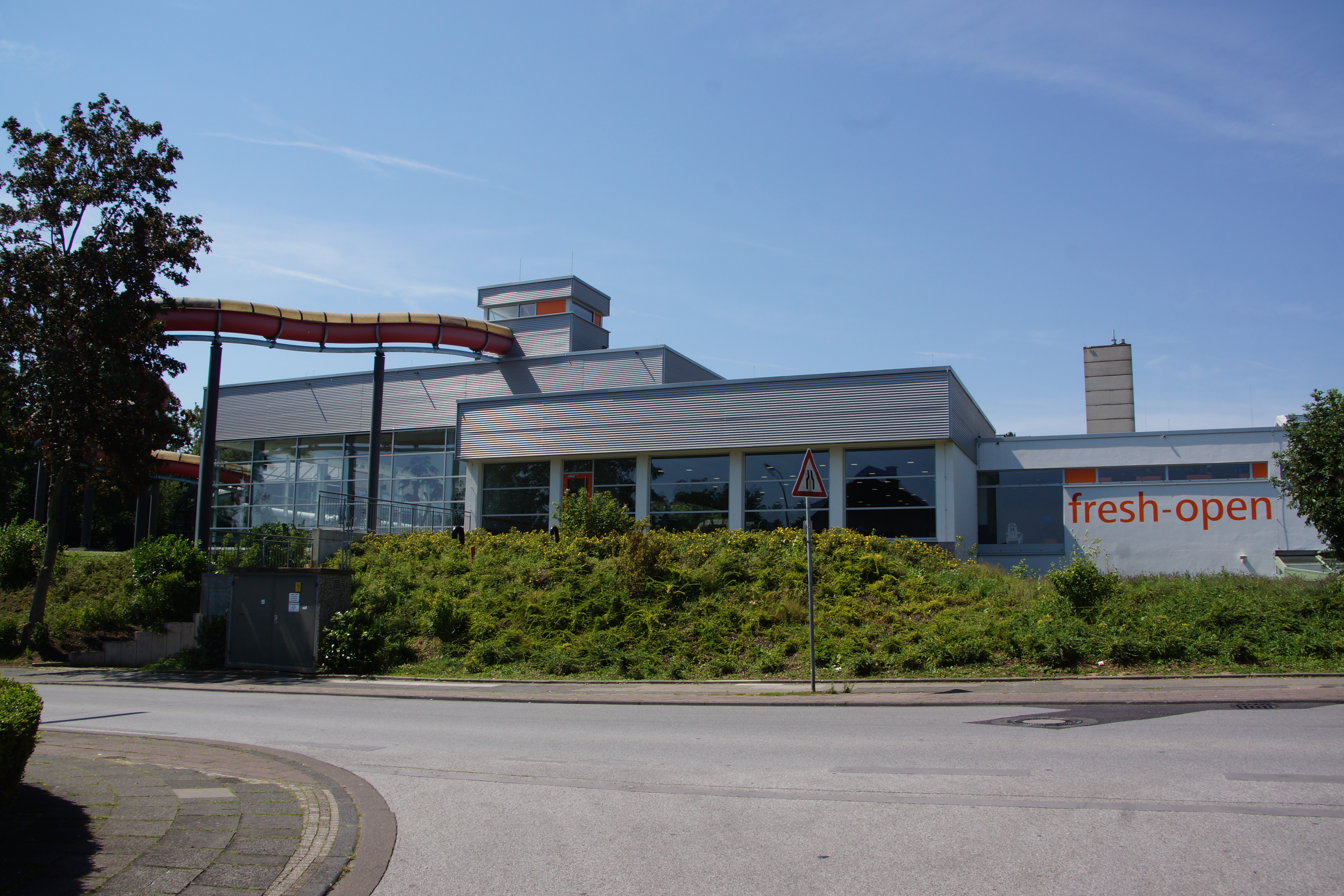
Hallenbad Frechen

- Die Rutschbahn des 1984 umgebauten Hallenbades war zur Zeit ihrer Eröffnung mit 91 Metern die längste Europas.[23][24]

## Bildung
In Frechen gibt es sieben Grundschulen, die Realschule der Stadt Frechen, das Gymnasium der Stadt Frechen und die Hauptschule Herbertskaul als weiterführende Schulen sowie eine Förder- & Sonderschule und eine Kunstschule. Auch ein Berufskolleg ist in dieser Stadt vorhanden.
Die Fachhochschule des Mittelstands (FHM) wurde im Jahr 2000 in privater Trägerschaft gegründet und bietet speziell auf den Mittelstand ausgerichtete, staatlich anerkannte Studiengänge aus den Bereichen Medien, Journalismus, Marketing, Informatik und Wirtschaft an. Die FHM hat ihren Verwaltungssitz in Bielefeld mit Niederlassungen in Bamberg, Düren, Hannover, Köln, Rostock, Berlin, Waldshut-Tiengen und seit 2020 auch als „Fachhochschule des Mittelstands (FHM) - Campus Frechen“.

## Sport
In Frechen ist die SpVg Frechen 20 beheimatet, deren Herren-Fußballmannschaft in der Mittelrheinliga spielt und die Heimspiele im Kurt-Bornhoff-Sportpark austrägt. Im Ortsteil Königsdorf besteht der TuS Königsdorf; die Handballerinnen waren zeitweise in der 2. Bundesliga vertreten, während die Herren-Fußballmannschaft, wie die Mannschaft der SpVg, in der Mittelrheinliga spielt.

## Verkehr

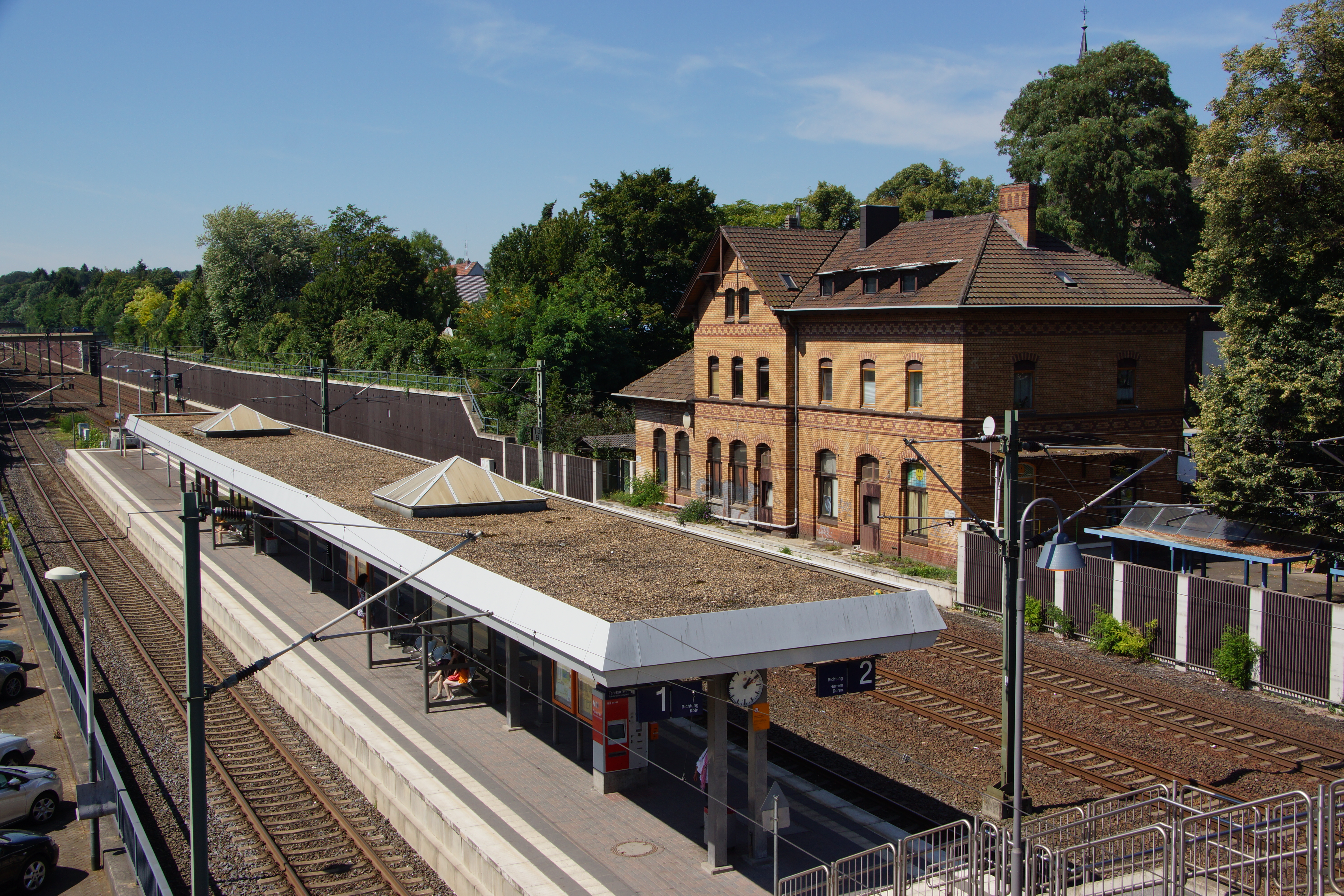
S-Bahnhof Frechen-Königsdorf

### Straßenverkehr
Frechen ist an die Autobahn A 1 über die Anschlussstelle Frechen südlich vom Autobahnkreuz Köln-West angebunden. Eine weitere Teilanschlussstelle mit den Namen Frechen Nord wurde an der Bonnstraße für die A 4 errichtet, ist jedoch lediglich einseitig, d. h. für den Verkehr von und nach Aachen, benutzbar. Ein Anschluss von und nach Köln ist in Planung. Die ehemalige Hauptverkehrsachse, die Kölner Straße, ist in der Innenstadt Fußgängerzone, durch die nur die Linie 7 der Stadtbahn Köln fährt. Der Erschließungsverkehr wird von der Dürener/Kölner Straße als Landesstraße 277 weiter und ab Bahnhof Frechen nördlich um die Innenstadt herumgeführt. Der überörtliche Verkehr wird als Bundesstraße 264 südlich um die Kernstadt herumgeleitet.
Im Jahr 2013 begannen nach langen Diskussionen die Bauarbeiten für eine 3000 Meter lange Umgehungsstraße um den Stadtteil Frechen-Buschbell. Diese dient unter anderem zur Verringerung des Lärms. Drei Jahre später, im November 2016 wurde die Straße dann offiziell freigegeben. Die geplanten Kosten der Straße stiegen von 10 Millionen auf 14 Millionen Euro an.

### Öffentlicher Nahverkehr
Frechen ist durch die Linie 7 der Stadtbahn Köln an Köln angeschlossen. Auf Frechener Stadtgebiet gibt es die Stationen „Frechen-Benzelrath“, „Mühlengasse“, „Frechen Rathaus“, „Frechen Kirche“ und „Frechen Bahnhof“.
| Linie | Verlauf / Anmerkungen | Takt (Mo–Fr) |
| ----- | --- | ------------ |
| 7     | Frechen-Benzelrath – Frechen – Marsdorf – Lindenthal – Aachener Str./Gürtel – Moltkestraße – Rudolfplatz – Neumarkt – Heumarkt – Poll – Westhoven – Ensen – Porz Markt – Zündorf | 10/20 min    |

Des Weiteren befindet sich im Stadtteil Königsdorf ein S-Bahnhof, an dem die S-Bahn Linien S12 (Horrem – Köln – Au (Sieg)) und S19 (Düren – Horrem – Köln – Au (Sieg)) der S-Bahn Köln halten.
In Frechen betreibt zudem die Rhein-Erft-Verkehrsgesellschaft (REVG) neun Buslinien, die größtenteils sowohl von lokaler als auch regionaler Bedeutung sind. Ausnahme davon sind die Schulbuslinien 957 und 968 sowie die Buslinie 931, sie verkehren ausschließlich auf Frechener Gebiet. Zentraler Umsteigepunkt in Frechen ist der Busbahnhof „Frechen Rathaus“, hier befindet sich auch ein Kundencenter der REVG. Durch Frechen fährt zudem die Buslinie 145, die wie die Stadtbahnen in Köln, von den Kölner Verkehrs-Betrieben (KVB) betrieben wird. Sie verbindet Frechen mit den Kölner Stadtteilen Weiden, Lövenich, Widdersdorf und Bocklemünd/Mengenich. An den Haltestellen „Weiden Zentrum“ und „Bocklemünd“ besteht unter anderem Übergang zur Stadtbahn und an der Haltestelle „Bf Lövenich“ wieder zu den S-Bahn Linien S12 und S19.
| Linie | Betreiber | Verlauf |
| ----- | --------- | --- |
| 145   | KVB       | Bocklemünd – Widdersdorf – Lövenich Bf – Weiden Zentrum – Frechen – Bachem |
| 910   | REVG      | Frechen Rathaus – Bachem – Gleuel – Sielsdorf – Stotzheim – Hermülheim – Hürth ZOB |
| 931   | REVG      | Königsdorf Widderstr – Königsdorf Bf – Buschbell – Hücheln – Frechen Rathaus |
| 957   | REVG      | Schülerverkehr: Königsdorf – Buschbell – Hücheln – Frechen Rathaus |
| 964   | REVG      | Kerpen Lörsfelder Busch – Mödrath – Kerpen – Götzenkirchen – Horrem Markt – Horrem Bf – Neu-Bottenbroich – Habbelrath – Grefrath – Benzelrath – Frechen Rathaus                                        |
| 965   | REVG      | Grube Carl – Frechen Rathaus – EuroPark – Weiden West |
| 968   | REVG      | Schülerverkehr: Habbelrath – Grefrath – Grube Carl – Benzelrath – (Frechen Burgschule ←) Frechen Rathaus → Frechen Burgschule /← Lindenstraße                                                          |
| 976   | REVG      | Frechen EuroPark – Frechen Rathaus – Benzelrath – Grefrath – Habbelrath – Neu-Bottenbroich – Horrem Bf – (Sindorf Schulzentrum –) Kerpen – Langenich – Manheim-neu – Bergerhausen – Blatzheim – Buir S |
| 977   | REVG      | Erftstadt Bf – Liblar – Frauenthal – Köttingen – Kierdorf – Brüggen – Balkhausen – Türnich – Frechen Rathaus                                                                                           |
| 980   | REVG      | (Worringen S –) Sinnersdorf – Pulheim Bf – Geyen – Sinthern – Abtei Brauweiler – Brauweiler – Königsdorf Bf – Buschbell – Hücheln – Frechen Rathaus                                                    |
| SB91  | REVG      | Schnellbus: Dormagen Bf – Hackenbroich – Worringen S – Sinnersdorf – Pulheim – Geyen – Brauweiler – Weiden West – Hücheln – Frechen Rathaus – Hürth Mitte (ZOB) – Kendenich – Heide – Brühl Bf         |

## Persönlichkeiten

### Ehrenbürger
- Hubert Prott (* 1853, † 7. Mai 1932), Gräflich Fürstenbergischer Oberförster; die Hubert-Prott-Straße ist nach ihm benannt
- 1958: Werner Erkens (13. September 1868, † 14. Januar 1959), Geistlicher Rat, Kaplan an St. Audomar, Pfarrrektor von St. Severin 1914–1923, Pfarrer an St. Severin 1923–1945
- 1972: Johann Schmitz (* 10. August 1906, † 10. August 1983), erster Bürgermeister der Stadt Frechen 1948–1958 sowie 1961–1972
- 1976: Gottfried Cremer (* 3. Oktober 1906, † 15. Oktober 2005), Gründer des Keramions in Frechen, Geschäftsführender Gesellschafter vieler Keramikbetriebe in Frechen, Bayern und Baden-Württemberg.
- 1981: Paul R. Kraemer (* 13. Mai 1916, † 10. Mai 2007), Goldschmied, Unternehmer (Kraemer-Gruppe) und Mäzen (Gold-Kraemer-Stiftung). Nach ihm und seiner Frau wurden um den Sitz der Stiftung eine Straße und ein Weg benannt.
- 1988: Kurt Bornhoff (* 2. Juni 1919, † 10. Oktober 1999), Bürgermeister der Stadt Frechen 1958–1961 sowie 1972–1988
- 1991: Heinrich Wolf, Ziegelei- und Steinzeugfabrik-Erbe, Wohnungsbauunternehmer (* 20. Januar 1926, † 22. Juli 2010)
- 2017: Hans-Willi Meier, Bürgermeister 1999–2015

### Söhne und Töchter der Stadt
- Johann Müller (1817–1875), im Stadtteil Bachem geborener Orgelbauer
- Friedrich Fuchs (1840–1911), Mediziner und Hochschullehrer
- Carl Baumann (1868–1939), Politiker (Zentrum), Reichstagsabgeordneter
- Heinrich Loevenich (1896–1965), NS-Funktionär, 1933–1945, Landrat des Landkreises Köln
- Josef Köllen (1903–1965), Politiker (CDU), Mitglied des Landtags von Nordrhein-Westfalen
- Arno Faust (1918–1984), Sänger und Zeichner, Kölsches Original
- Toni Schmücker (1921–1996), Industriemanager
- Josef Schmitz-Helbig (1921–2008), Architekt
- Elfriede Bode (1927–2019), Gewerkschafterin und Hochschullehrerin
- Karl Lambertin (* 1936), Fußballspieler
- Erich Becker (* 1937), Brigadegeneral der Bundeswehr
- Gerhard Schauff (1938–1996), Brasilienmissionar
- Johannes Ruland (1939–2020), Unternehmer, Manager, Stiftungsvorstand
- Hans-Willi Meier (* 1944), Politiker, hauptamtlicher Bürgermeister der Stadt Frechen
- Matthias Brücken (* 1953), Fußballspieler
- Hardy Fuß (* 1955), Politiker und Landtagsabgeordneter Nordrhein-Westfalens
- Michael Reschke (* 1957), Fußballfunktionär
- Eva Schumann (* 1957), Autorin
- Paul Berf (* 1963), Übersetzer
- Stefan Lux (* 1964), literarischer Übersetzer
- Heino Falcke (* 1966), Radioastronom
- Jörg Gerlach (* 1967), Fußballspieler
- Claudia Weber (* 1967), Judoka, WM- und EM-Medaillengewinnerin
- Rainald Grebe (* 1971), Kabarettist
- Mirco Wallraf (* 1974), Schauspieler
- Nicola Albrecht (* 1975), Journalistin
- Kirsten Bolm (* 1975), Leichtathletin
- Wayne Carpendale (* 1977), Schauspieler und Moderator
- Jan Rouven (* 1977), ehemaliger Zauberkünstler und verurteilter Pädokrimineller
- Björn Otto (* 1977), Stabhochspringer
- Lisa Marei Schmidt (* 1978), Kunsthistorikerin, Kuratorin und Museumsdirektorin
- Pierre Vogel (* 1978), islamistischer Prediger und ehemaliger Boxer
- Peter Heyer (* 1979), American-Football-Spieler
- Ayọ (* 1980; Joy Olasunmibo Ogunmakin), Soul-Sängerin
- Dana Bönisch (* 1982), Schriftstellerin
- Jennifer Breitrück (* 1982), Schauspielerin
- DJ Pierre (* 1984; Pierre Hirsch de Hesselle), Schlager-DJ
- Sonja Bertram (* 1984), Schauspielerin
- Marcel Heller (* 1986), Fußballspieler
- Thomas Okos (* 1988), Politiker (CDU)
- Dennis Erdmann (* 1990), Fußballspieler
- Jan Hojer (* 1992), Sport- und Wettkampfkletterer
- Timur Temeltaş (* 1992), Fußballspieler
- Lennart Thy (* 1992), Fußballspieler
- Niklas Hauptmann (* 1996), Fußballspieler
- Marius Hauptmann (* 1999), Fußballspieler
- Jana Lisa Rother (* 1998), Wasserspringerin
- Barbara Reger (* 2000), Fußballspielerin
- Hannah Meul (* 2001),  Sport- und Wettkampfkletterin
- Aldin Dervišević (* 2002), Fußballspieler

### Persönlichkeiten die im Ort gewirkt haben

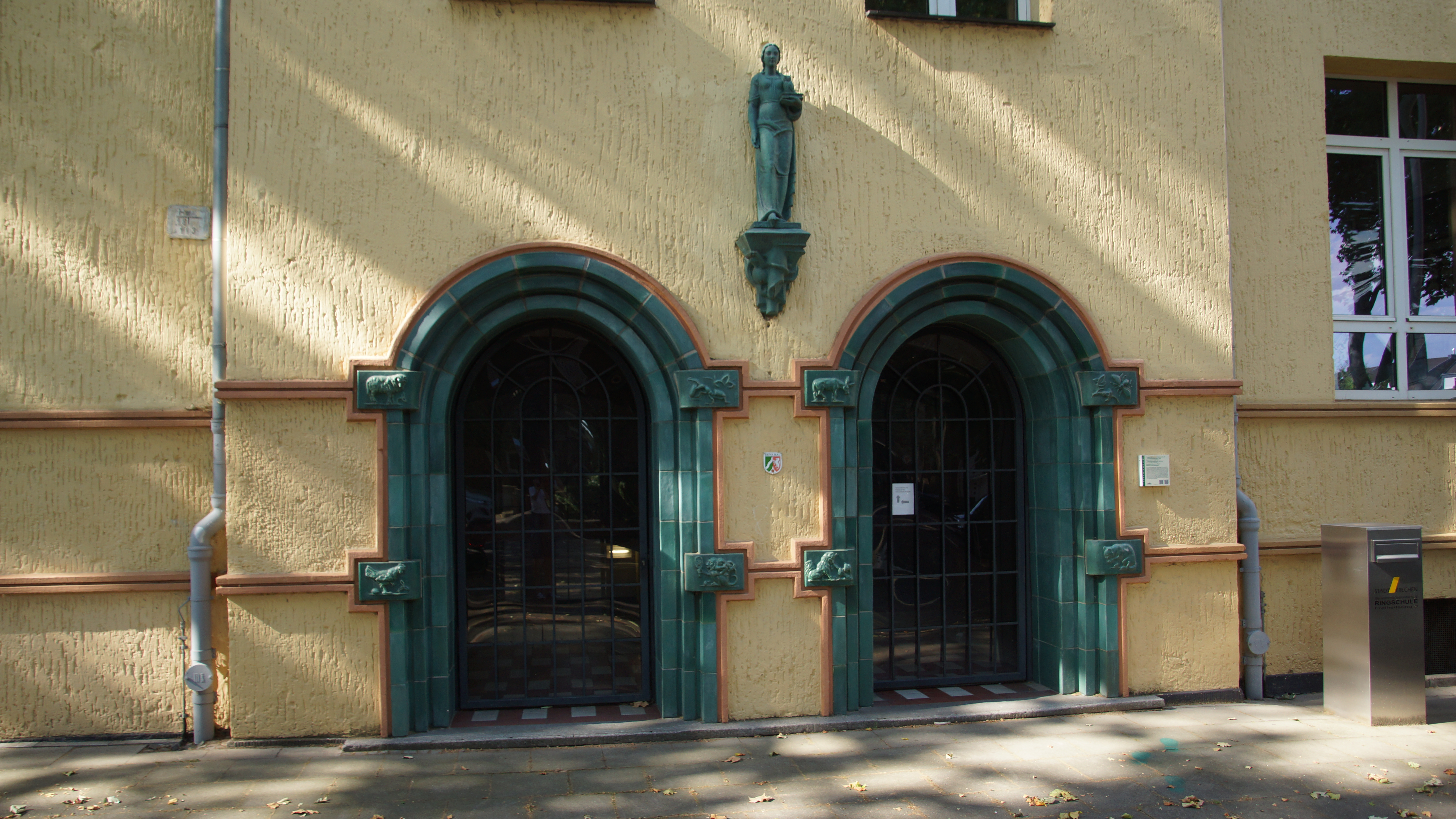
Keramik von Albermann am Eingang der Ringschule

- Franz Albermann (1877–1959) war ein zunächst von Köln und später von Frechen aus tätiger Kunstbildhauer und Reliefkünstler.
- Karlheinz Gierden (1926–2022), Politiker (CDU), wohnte in Frechen.
- Egon Heeg (* 1942), Historiker und Bundesverdienstkreuzträger, veröffentlichte viele Bücher und Artikel über die Geschichte von Frechen.
- Ernst Huberty (1927–2023), Sportjournalist und Fernsehmoderator, lebte in Frechen.
- Peter Kühnst (* 1946), Sportwissenschaftler, wohnt in Frechen.
- Gunter Demnig (* 1947), Künstler und Verleger der „Stolpersteine“, hat sein Atelier im Kunstzentrum Signalwerk in Frechen.
- Franz-Josef Sehr (* 1951), Feuerwehrmann und Feuerwehrfunktionär, war vor Ort beim Unternehmen Lekkerland tätig